# Hoe (Norfolk)
Hoe is een civil parish in het bestuurlijke gebied Breckland, in het Engelse graafschap Norfolk. In 2001 telde de civil parish 241 inwoners.